# دونگ ویتنام شمالی
دونگ ویتنام شمالی (به انگلیسی: North Vietnamese đồng) (به زبان بومی: đồng Việt Nam Dân Chủ Cộng Hòa) یکای پول رایج در کشور ویتنام شمالی بود. مسئولیت کنترل این یکای پول برعهدهٔ بانک ملی ویتنام قرار داشت.